# Falkneria camerani
Falkneria camerani is een slakkensoort uit de familie van de Helicodontidae. De wetenschappelijke naam van de soort is voor het eerst geldig gepubliceerd in 1880 door Lessona.